# Liga de Combate de los Socialistas Alemanes
La Liga de Combate de los Socialistas Alemanes (en alemán: Kampfbund Deutscher Sozialisten; KDS) fue una organización neonazi de Alemania. Fue fundada el 1 de mayo de 1999 en Krimnitz, cerca de Lübbenau/Spreewald en Brandeburgo. Existió hasta 2008. Los presidentes federales fueron Thomas Brehl, ex adjunto del destacado neonazi Michael Kühnen, y Michael Koth, exmiembro de varios grupos de izquierda. La organización emitió las publicaciones Der Gegenangriff (El Contraataque)  y Wetterleuchten (Relámpago) , así como escritos regionales aislados.

## Objetivos y dirección
El grupo fue fundado por Michael Koth (Berlín), Thomas Brehl (Langen), Michael Thiel (Duisburg) y Frank Hübner (Cottbus) con el objetivo de crear un "foro de discusión y lucha basado en un compromiso común con el pueblo y el estado". La base programática de la KDS es un Manifiesto Revolucionario escrito por la misma organización.
En particular, la KDS siguió la estrategia de un frente transversal y trató de unir a los extremistas de derecha e izquierda. Según sus propias declaraciones, quería instaurar el “socialismo alemán”. En los principios del nacionalismo socialista se enfatizaba el “pueblo y la patria”, pero se rechazaba el liberalismo y la “sociedad mundial única” y se hacían referencias a la ideología nacionalsocialista de “sangre y suelo”.
La organización se volvió anticapitalista e invocó el derecho de los pueblos a la libre determinación. La idea del socialismo internacional de tipo marxista quedó en segundo plano frente al derecho a la libre autodeterminación de todos los pueblos en la lucha nacional y social por la liberación. Sin embargo, en el curso de esto, se propagó una "internacional nacional" compuesta por los "países liberados" o los cuadros nacional-revolucionarios de diferentes países. En el pasado, la KDS mantuvo contacto con el ex embajador iraquí en Berlín y con organizaciones nacional-revolucionarias y nacional-bolcheviques en Rusia.

La KDS representaba un antiamericanismo y un antisionismo radicales, que, según dijeron, estaba justificado por la política exterior agresiva y de ocupación y lo que veían como la influencia social dañina de ambos estados. Estados Unidos fue descrito como el "pilar" de la "locura global". Con el inicio de la guerra de Irak, se hizo un llamado a la solidaridad con Sadam Huseín y el pueblo iraquí. Con respecto a los ataques terroristas del 11 de septiembre de 2001, el miembro de la KDS de Colonia, Axel Reitz, contraatacó:
"El terror había regresado al país del que había tomado su rumbo: ¡el diablo americano!"
La organización profesaba la idea Juche, la ideología oficial de Corea del Norte, pues era vista como un desarrollo posterior del marxismo-leninismo.
Los diputados adoptaron algunos símbolos de la izquierda política, como camisetas socialistas. En la versión original del partido Die Linke, se puede ver una barra roja encima de la "i", mientras que en la versión de la KDS además había un punto blanco. Estaba destinado a simbolizar la bandera de la Alemania nazi, aunque sin una esvástica.

## Disolución
En julio de 2008 el grupo se disolvió a excepción de una asociación local en Berlín-Brandeburgo, que trabajaba en el territorio de la antigua República Democrática Alemana. Los responsables del blog de extrema derecha “Altermedia” denunciaron la exigua trayectoria política después de diez años y el fracaso de la tercera posición.